# Ozyptila beaufortensis
Ozyptila beaufortensis är en spindelart som beskrevs av Embrik Strand 1916. Ozyptila beaufortensis ingår i släktet Ozyptila och familjen krabbspindlar. Inga underarter finns listade i Catalogue of Life.